# Achtergrondstraling
Achtergrondstraling is de dosis ioniserende straling die aanwezig is in een bepaalde omgeving als gevolg van natuurlijke stralingsbronnen.
Achtergrondstraling is afkomstig uit het universum (kosmische straling), van de zon, en van het verval van radioactieve elementen in de aardkorst, in de bouwmaterialen van onze huizen en in ons eigen lichaam. De achtergrondstraling is niet overal op aarde gelijk; op sommige plaatsen komen van nature meer radioactieve elementen in de bodem voor, zoals thorium en uranium en is de achtergrondstraling een veelvoud van die op andere plaatsen. Op grote hoogte (bijvoorbeeld bij een wintersportvakantie) treedt een aanzienlijke toename van de ontvangen stralingsdosis op door de kleinere beschermende werking van de dunnere laag atmosfeer boven een persoon. Een trans-Atlantische vlucht draagt circa 0,05 millisievert (mSv) bij.
De natuurlijke achtergrondstraling varieert sterk van plaats tot plaats, maar de gemiddelde equivalente dosis voor een inwoner van Nederland ten gevolge van de natuurlijke achtergrond bedraagt ongeveer 1,6 mSv/jaar. Het Belgische Federaal Agentschap voor Nucleaire Controle schat de gemiddelde natuurlijke achtergrondstraling voor België in op 2,5 mSv/jaar.
De achtergrondstraling is vooral van belang om de ernst van de extra bestraling door een groot aantal kunstmatige bronnen van straling en radioactiviteit in een zeker perspectief te kunnen plaatsen.